# Isla del Sol (ö i Bolivia)
Isla del Sol är en ö i Bolivia.   Den ligger i departementet La Paz, i den västra delen av landet, 500 km nordväst om huvudstaden Sucre. Arean är 14,3 kvadratkilometer. Isla del Sol ligger i sjön Lago de Huiñaymarca.
Trakten runt Isla del Sol består i huvudsak av gräsmarker.